# Gildone (ribelle)
Gildone (latino: Gildo; ... – 31 luglio 398) è stato un generale e politico romano attivo nella provincia d'Africa.
Nel corso di tre ribellioni – quella di Firmo (372–375), quella di Magno Massimo (383–388) e quella di Eugenio (392–394) – rimase leale al potere centrale. Poi, raggiunto l'apice del potere, entrò in contrasto con il potentissimo generale Stilicone e si ribellò all'imperatore d'Occidente Onorio, ma fu sconfitto e costretto al suicidio; il poeta Claudio Claudiano scrisse il poema In Gildonem per raccontare questa guerra.

## Biografia

### Ascesa al potere

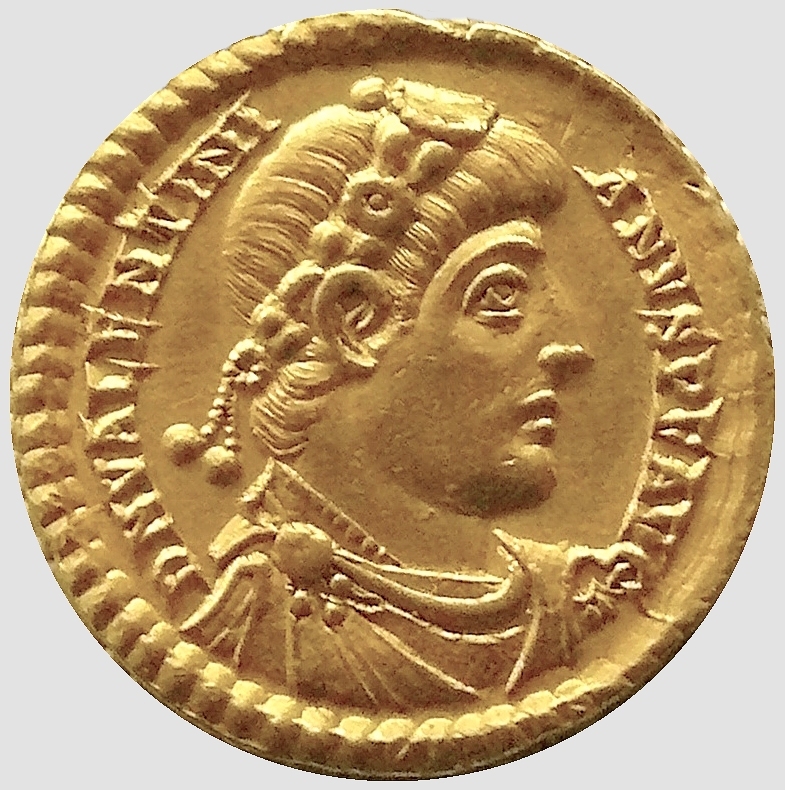
Valentiniano I; il fratello di Gildone, Firmo, si ribellò contro l'imperatore nel 372, ma Gildone rimase fedele a Valentiniano, e aiutò Teodosio senior a sedare la rivolta catturando Vincenzo, vicarius del Comes Africae Romano, e i due capi ribelli Belles e Fericius. Alla fine della ribellione Gildone fu ricompensato con i patrimoni confiscati al fratello sconfitto.

Era figlio di Nubel, capo di un clan di Mauri e ufficiale romano col rango di praepositus degli equites armigeri iuniores.
Quando uno dei fratelli di Gildone, Firmo, si ribellò contro l'imperatore Valentiniano I nel 372, Gildone rimase fedele all'Imperatore; giunto in Africa nel 373 per sedare la rivolta, Teodosio senior affidò a Gildone il compito di catturare Vincenzo, vicarius del Comes Africae Romano, e i due capi ribelli Belles e Fericius. Alla fine della ribellione Gildone fu ricompensato con i patrimoni confiscati al fratello sconfitto.

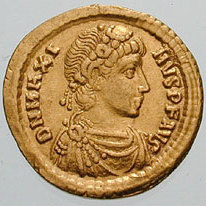
Nel corso dell'usurpazione di Magno Massimo (383–388), Gildone negò al generale spagnolo i rinforzi

Nel corso dell'usurpazione di Magno Massimo nella penisola iberica, iniziata nel 383 con la vittoria sull'imperatore Graziano e terminata nel 388 con la sua sconfitta da parte di Teodosio I, pare che Gildone non abbia appoggiato apertamente Massimo, negandogli i rinforzi; al contempo, non pose fine alla fondamentale fornitura di grano per la città di Roma da parte delle province africane. Nel 385 o 386, Gildone fu nominato Comes Africae, col governo della provincia d'Africa, da parte del successore di Graziano, Valentiniano II, verosimilmente con il consenso del suo collega e alleato Teodosio I, il quale aveva probabilmente conosciuto Gildone al seguito del padre Teodosio senior durante la campagna contro Firmo: in quell'occasione Teodosio avrà avuto dimostrazione della lealtà di Gildone, che non si era schierato col fratello ribelle.
Dopo la morte di Valentiniano, avvenuta in circostanze misteriose nel maggio del 392, l'uomo forte della corte occidentale, il generale Arbogaste, fece proclamare imperatore l'oscuro funzionario Eugenio, che però non ottenne il riconoscimento del suo collega Teodosio. Gildone non partecipò al fianco di Teodosio nella guerra che seguì, ma apparentemente gli rimase fedele, in quanto le province d'Africa, che formalmente dipendevano da Eugenio, sembrano aver preso ordini da Costantinopoli, in quel periodo. Un altro segno dell'alleanza tra Teodosio e Gildone può essere chiaramente visto nel matrimonio combinato tra Nebridio, nipote di Elia Flaccilla prima moglie di Teodosio, e Salvina, figlia di Gildone; Sofronio Eusebio Girolamo dice esplicitamente che Teodosio intendeva garantirsi l'Africa con quel matrimonio, mentre per Gildone significava entrare a far parte della famiglia imperiale. Gildone è anche l'unico generale romano noto che abbia ricoperto la carica di Magister utriusque militiae per Africam, acquisita non più tardi del 393: è verosimile che questa posizione sia stata creata apposta per lui da parte di Teodosio, per garantirsene il sostegno contro Eugenio.
Nel 394 Teodosio sconfisse Eugenio e Arbogaste, diventando unico imperatore romano, ma morì nel gennaio dell'anno successivo: gli succedettero i figli, Onorio e Arcadio; in tale periodo Gildone vide crescere la sua importanza, perché con la suddivisione dell'impero in due parti, la provincia d'Africa ricevette il ruolo di granaio di Roma, che prima della divisione era stato rivestito dall'Egitto (che ora riforniva invece la capitale d'Oriente, Costantinopoli).
La sua posizione di comandante in capo delle truppe africane, governatore delle province dell'Africa occidentale, controllore del flusso di grano che riforniva Roma, membro della famiglia imperiale (la figlia aveva avuto due bambini) e dunque parente di Arcadio e Onorio, fece sì che Gildone accumulasse una grande fortuna.

### Rivolta e sconfitta

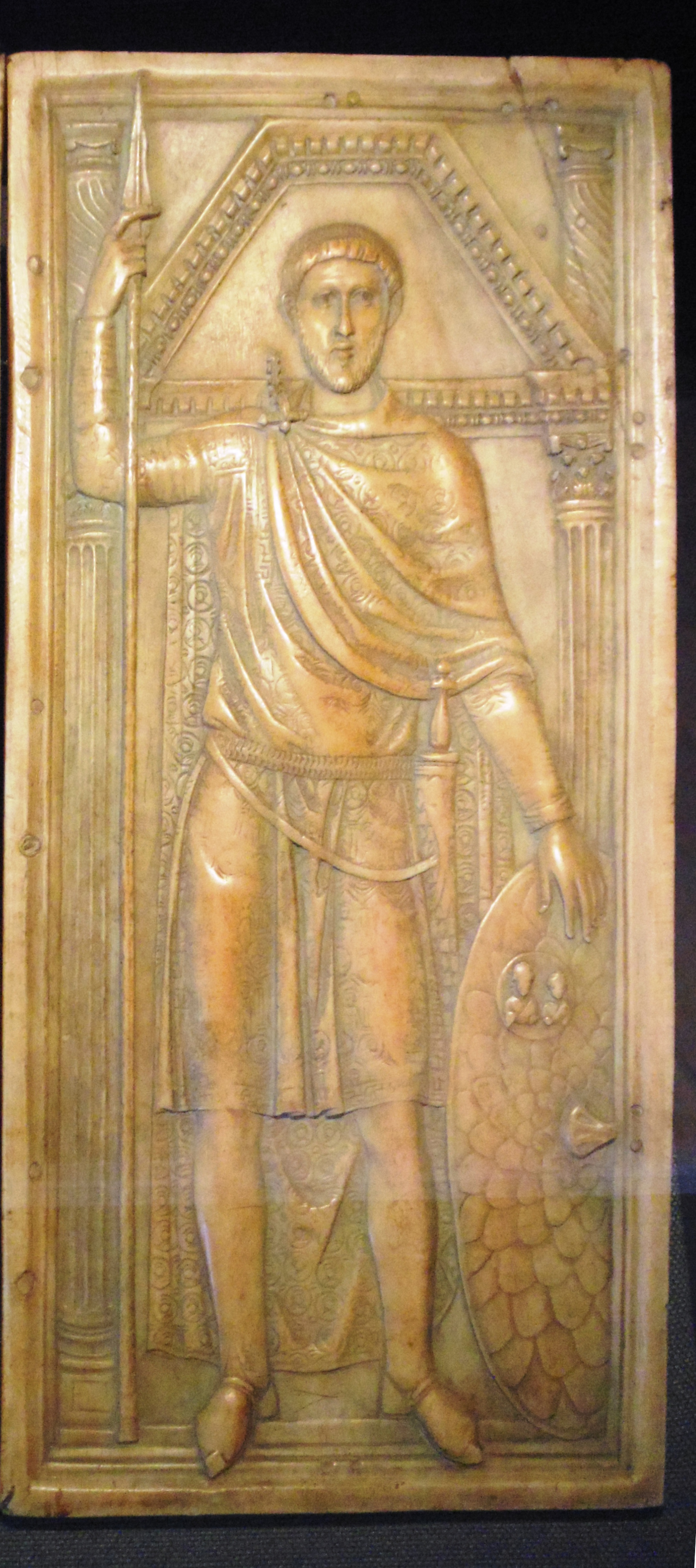
Stilicone, raffigurato su di un dittico consolare

La suddivisione dell'impero di Teodosio tra i due suoi figli causò un periodo di tensione all'interno dell'Impero romano. Il sovrano d'Occidente, Onorio, non aveva più di 10 anni, e il reggente de facto divenne il generalissimo d'Occidente, Stilicone, il quale tentò di estendere la propria tutela anche sull'Imperatore d'Oriente, in questo contrastato dalla corte orientale; iniziò così un periodo di contrasti tra le due corti, con manovre diplomatiche e una sottintesa minaccia militare.
Nella corte orientale emerse la figura del praepositus sacri cubiculi d'Oriente Eutropio. Egli riuscì a intrattenere contatti con Gildone e a convincerlo ad abbandonare l'Imperatore di Occidente e di far passare de facto le province africane all'Impero d'Oriente. Se da una parte è chiaro che con questa mossa la corte orientale riuscì a mettere pressione su Stilicone e costringerlo ad abbandonare, almeno temporaneamente, le sue mire sui Balcani per occuparsi della situazione africana, le fonti antiche non sono molto chiare sulle motivazioni di Gildone. Gli storici contemporanei hanno suggerito che Gildone fosse mosso da un sentimento di indipendenza delle comunità africane; o che i suoi legami familiari con la corte orientale (dove viveva la figlia) lo abbiano spinto ad abbandonare Onorio per Arcadio. È possibile che la «rivolta» di Gildone non sia stata contro Onorio, quanto contro Stilicone: Gildone era il secondo generale più potente dell'Impero d'Occidente, per forza militare e per ricchezza, ed era l'unico magister militum d'Occidente a non dovere il proprio incarico a Stilicone, e dunque si trovava in una posizione quasi alla pari di Stilicone, se non superiore alla sua, considerando i legami familiari con la dinastia teodosiana. 
Quali che siano state le ragioni di Gildone, nel 397 le province africane sotto il suo controllo si staccarono dalla pars occidentalis e iniziarono a dipendere dalla corte orientale. La minaccia di Gildone fu presa seriamente dalla corte occidentale e in particolare da Stilicone. Stilicone interruppe la campagna militare nei Balcani contro Alarico, che riuscì a fuggire; diede inizio a una campagna di propaganda per rafforzare il proprio potere, tanto che il poeta Claudiano compose tre opere principali durante questo periodo e fece sposare l'imperatore Onorio con sua figlia Maria; infine, organizzò una spedizione navale in pieno inverno, facendo partire dal porto di Pisa nel febbraio 398 un corpo composto dalle prestigiose legioni degli Herculiani seniores e degli Ioviani seniores. La paura di perdere la fonte di approvvigionamento del grano provocò tumulti a Roma e il Senato romano dichiarò Gildone nemico dello Stato.
In quello stesso momento Gildone entrò in contrasto col fratello Masceldelo (Mascezel), che si rifugiò presso l'imperatore d'Occidente Onorio; Gildone reagì uccidendone i due figli. A Masceldelo fu affidato da Stilicone il comando della guerra contro Gildone e di un corpo scelto di cavalleria gallica che aveva servito sotto l'usurpatore Eugenio. Approdato con le sue truppe in Africa, Masceldelo affrontò le soverchianti forze del fratello a Teveste, nei pressi di Zama, ma vinse grazie alla miglior disciplina dei propri uomini, oppure grazie alla defezione di alcune unità militari dell'esercito di Gildone.
Dopo la sconfitta, Gildone fuggì su una piccola barca alla volta della parte orientale dell'Impero, ma un vento contrario lo respinse indietro, fino al porto di Tabraca e, vedendosi perduto, si suicidò impiccandosi o più verosimilmente fu messo a morte il 31 luglio del 398. Masceldelo tornò in Italia, dove fu accolto con tutti gli onori, ma fu poi ucciso in una imboscata per volere di Stilicone.